# 공수 자세
공수(拱手)는 두 손을 어긋매껴 마주 잡는 일이다. 차수(叉手)라고도 한다. 만국 공통적으로 평상시에는 남자는 왼손이, 여자는 오른손이 위로 가도록 두손을 포개어 잡는다. 흉사시(凶事時)에는 반대로, 남자는 오른손이, 여자는 왼손이 위로 가도록 잡는다. 제사는 흉사가 아니므로 평상시대로 한다.

## 같이 보기
- 절 (인사)
- 악수